# أوبن أوفيس.أورج بيس
أوبن أوفيس.أورج بيز (بالإنجليزية: OpenOffice.org Base)‏ إحدى برامج حزمة أوبن أوفيس.